# 10815 Ostergarn
10815 Ostergarn (tên chỉ định: 1993 FU32) là một tiểu hành tinh vành đai chính. Nó được khám phá thông qua Uppsala-ESO Survey of Asteroids và Comets ở Đài thiên văn La Silla ở Chile ngày 19 tháng 3 năm 1993. Nó được đặt theo tên Ostergarn, a parish thuộc Gotland.